# The Young OG Project
The Young OG Project è il sesto album in studio del rapper statunitense Fabolous, pubblicato nel 2014.

## Tracce
1. Lituation – 3:41
2. We Good (featuring Rich Homie Quan) – 4:16
3. All Good – 3:45
4. You Made Me (featuring Tish Hyman) – 4:10
5. She Wildin' (featuring Chris Brown) – 3:49
6. Ball Drop (featuring French Montana) – 5:24
7. Bish Bounce – 3:59
8. Rap & Sex – 4:29
9. Gone For The Winter (featuring Velous) – 6:16
10. Cinnamon Apple (featuring Kevin Hart) – 3:12
11. Young OG II (featuring Abir Haronni) – 6:03

## Classifiche
| Classifica (2014) | Posizione raggiunta |
| ----------------- | ------------------- |
| Stati Uniti       | 12                  |